# 近藤大介 (映像作家)
近藤 大介（こんどう だいすけ）は日本の映像作家。Birdseed Inc.（株式会社バードシード）主宰。

## 人物
1977年山梨県生まれ。アパレルブランドFRAPBOIS（フラボア）の映像、木村カエラ、乃木坂46のミュージックビデオの制作で知られる。
2013年の乃木坂46のシングル「君の名は希望」のプロモーションでは、「33人のクリエーター×乃木坂46」企画に携わり、中田花奈の主演で映像（「格言と穴」）を制作している。
2017年にはボーカロイドキャラクター・LUMiの映像ディレクターを担当し、LUMiのデビューイベント「神楽祭2017」の製作者インタビューでは、LUMiの設定にあった「ベニクラゲ」と「鎌倉」というキーワードからどのように映像を構成したかを語っている。